# True Faith
True Faith è un singolo del gruppo rock-synthpop britannico New Order, prodotto da Stephen Hague e pubblicato nel 1987 in Inghilterra come doppio vinile a 12 pollici (come per il brano di debutto Ceremony). Nel primo ci sono la canzone e il suo lato B 1963 (comparso anche nella versione a 7") mentre nel secondo tutti i suoi remix fatti da Shep Pettibone.
Uno dei pezzi più noti della band, toccò la quarta posizione nel Regno Unito ed entrò addirittura nella Hot 100 (caso unico nella carriera dei New Order) e nella top 40, al numero 32.
Nel 1994 e nel 2001 venne ripubblicato in versione remix su vinile e CD, ottenendo un nuovo e importante successo (nel 1994 si piazzò alla nona posizione della top 100).
Nel 1988 venne incluso nella colonna sonora del film Le mille luci di New York e nel 2000 in quella di American Psycho, in cui è possibile sentirlo suonare nella scena del nightclub.

## Genesi
I New Order scrissero e registrarono True Faith e 1963 durante la sessione in studio di 10 giorni con il produttore Stephen Hague. Esse furono inizialmente destinate alla pubblicazione nell'antologia Substance ma poi il manager statunitense li convinse a pubblicarle come singoli, data la loro forte e potente melodia, che avrebbe senz'altro accattivato ed attratto il pubblico.
«Non era un periodo facile per la vita dei New Order» ricordò il bassista Peter Hook: «Diciamo che era un po' una battaglia per me essere nel pezzo con tutti, a parte il fatto di aiutare a comporlo. Musicalmente, ci stavamo muovendo troppo verso la dance ed ero fermamente intenzionato a mantenere i New Order come li avevo conosciuti e amati. Sono riuscito a suonare il mio basso nella versione originale. Ma, naturalmente, la prima cosa che ogni remixer fa è toglierlo e metterci il proprio. A volte vorrei mettere un appunto e dire "Cosa ne direste di mantenere il basso?"»
La composizione non apparve in nessun album in studio, ma solo nelle compilation (Substance 1987, The Best of New Order, Retro, International, Singles e Total) mentre quella sul vinile a sette pollici addirittura soltanto in Total from Joy Division to New Order del 2011. Venne eseguita dal vivo per la prima volta nel 1987 al Glastonbury Festival e questa registrazione venne pubblicata su BBC Radio 1 Live in Concert.

## Videoclip
Il rilascio di True Faith fu accompagnato da un surreale videoclip diretto e coreografato da Philippe Decouflé e ispirato al "balletto triadico" del pittore Bauhaus Oskar Schlemmer, in cui ballerini vestiti in modo molto bizzarro combattono, saltano e si schiaffeggiano a tempo di musica, mentre una ragazza truccata di verde scuro emerge da un punchball rovesciato e mima il testo. Venne eletto come miglior corto musicale dell'anno, vincendo nel 1988 un BPI nella categoria "Miglior Video Promozionale". Il canale di Sky Television The Amp lo nominò come miglior video del 1987.

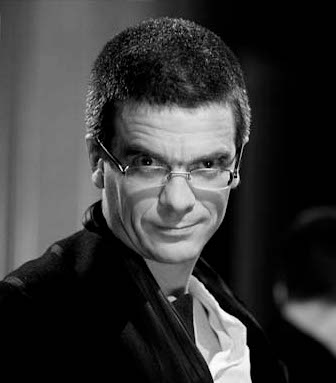
Philippe Decouflé, il regista e coreografo del videoclip di True Faith

La stessa modalità e coreografia, nonché i costumi usati dagli artisti del video furono utilizzati per la cerimonia di inaugurazione dei giochi olimpici invernali del 1992 ad Albertville.

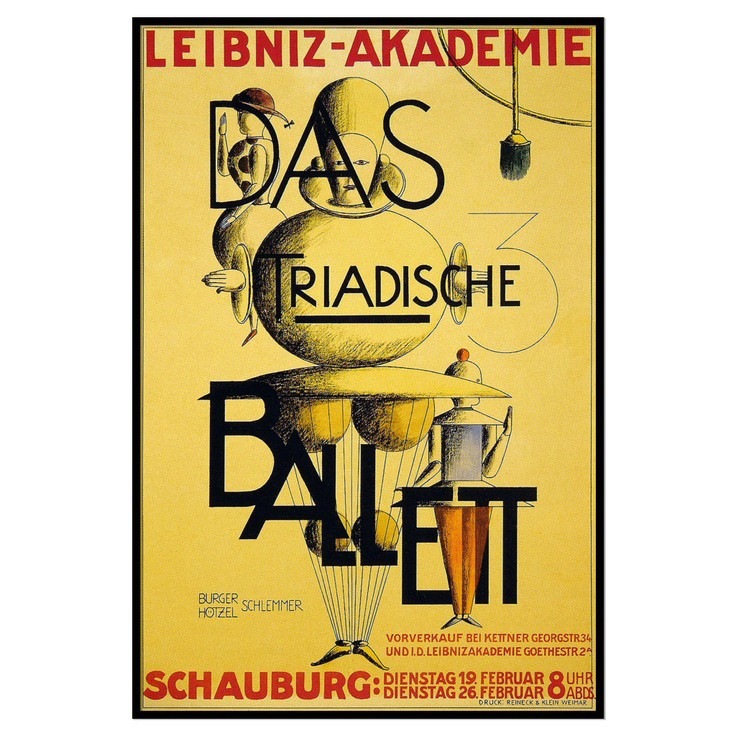
Manifesto di un "balletto triadico", in cui è possibile vedere il costume tipico, molto simile a quello indossato dai ballerini del video.

## Testo
Come in quasi tutte le canzoni dei New Order, le parole del titolo non compaiono nel testo.
Di questo ne esistono due versioni, che differiscono in molti punti: quello originale di Bernard Sumner e quello invece corretto da Stephen Hague. Nel primo ci sono molti versi strani e poco appropriati per un ampio pubblico di ascoltatori come «Now that we've grown up together/They're all taking drugs with me» che Hague scelse di cambiare in «Now that we've grown up together/They're afraid of what they see» poiché preoccupato che a causa di esso il pezzo non sarebbe mai andato in radio (tuttavia, nei concerti, il gruppo usò spesso l'altro).
Durante un live fatto nel 1993 a Reading, Sumner cambiò la prima frase della seconda strofa con «When I was a very small boy, Michael Jackson played with me. Now that we've grown up together, he's playing with my willy.» riferendosi così alle accuse mosse contro il cantante di abusi sui minori.

## Dettagli tecnici
True Faith fu registrato all' Advision Studio One, prodotto dai New Order e da Stephen Hague sotto la supervisione dell'ingegnere del suono David Jacobs. Secondo Hague, lo studio di registrazione aveva «...un SSL di prima generazione e dei grandi e vecchi monitor Urei Time Align». Il brano fu realizzato con una vasta gamma di strumenti elettronici. Infatti sempre secondo il produttore, in un'intervista fatta da Richard Buskin per la rivista Sound on Sound, la band utilizzò uno Yamaha QX 1, un sintetizzatore Octave Voyetra 8 Polyphonic, uno Yamaha DX 5 e un campionatore Akai S900, mentre lui un E-mu Emulator II e un E-mu SP12.

## Cover

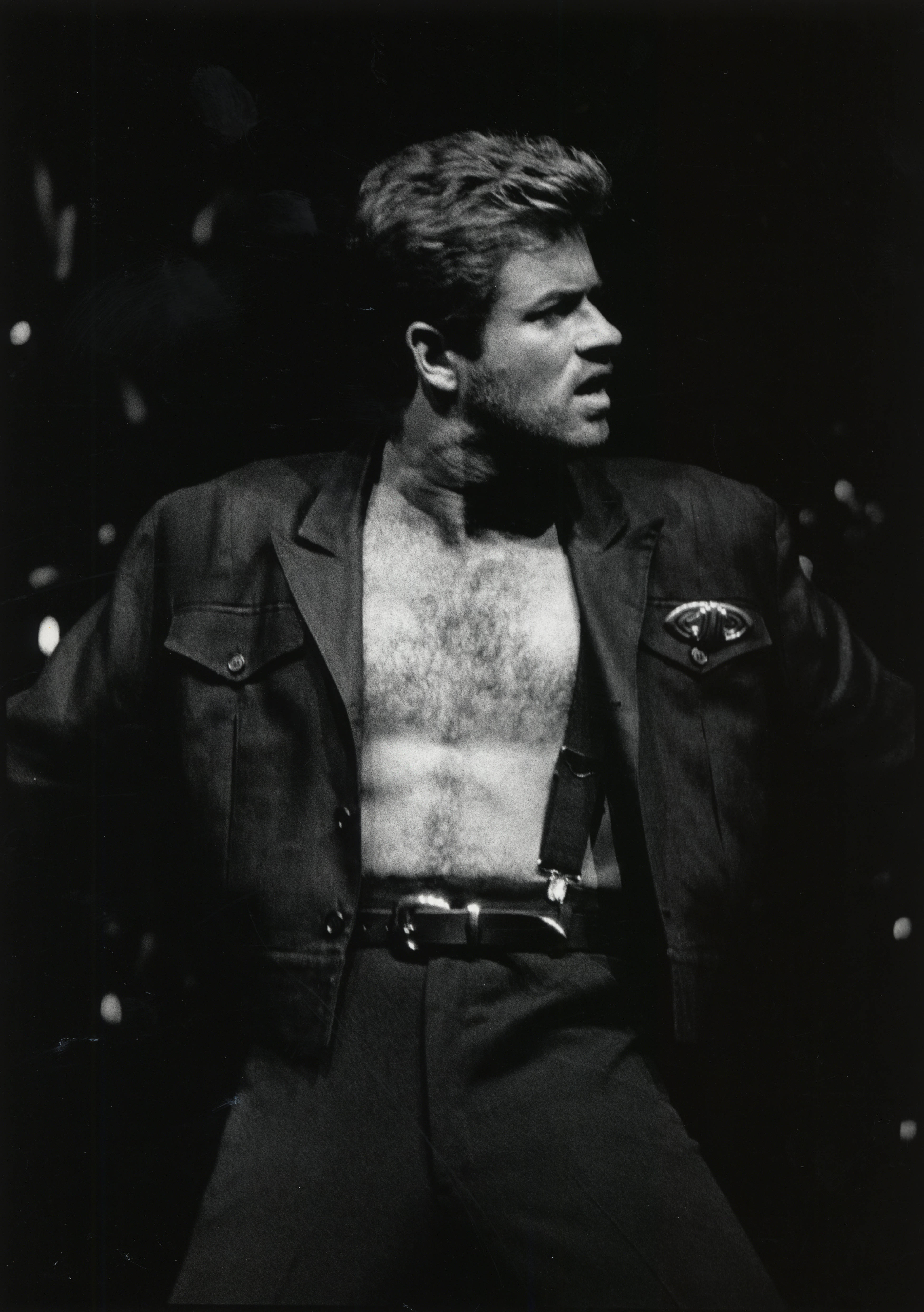
George Michael fece una delle più note cover di True Faith

- The Boo Radleys come "Boo! Faith" (Learning to Walk, 1993)
- Dreadful Shadows (Homeless, 1994)
- Ghoti Hook (Songs We Didn't Write, 1998)
- Donots (Better Days Not Included, 1999)
- Flunk (Morning Star, 2004)
- H-Blockx (More Than A Decade - Best of H-Blockx, 2004)
- Waking (The Maze EP, 2004)
- Code 64 (Leaving Earth, 2005)
- Liz Kay (2008)(Andoria Radio edit)
- Anew Revolution (Rise, 2008)
- And One (Bodypop 1 1/2, 2009)
- Anberlin (2009) singolo digitale su iTunes
- George Michael (2011) UK: no. 27, IRE: no.38
- Lotte Kestner (Stolen, 2011)
- LorD and Master (2011)[6] usarono lo stesso identico testo scritto da Hague.
- The Wombats (2012)[7].

## Tracce
Testi e musiche di Gillian Gilbert, Stephen Hague, Peter Hook, Stephen Morris e Bernard Sumner eccetto dove indicato.

### 1987

#### 7": FAC 183/7 (UK)
1. True Faith - 4:02
2. 1963 - 5:32

#### 7": Qwest 7-28271 (USA)
1. True Faith (The Morning Sun) - 4:02
2. 1963 - 5:32

#### 12" #1: FAC 183 (UK)
1. True Faith - 5:55
2. 1963 - 5:32

#### 12" #2: FAC 183R (UK) -True Faith Remix
1. True Faith (Remix)^ - 8:59
2. 1963 - 5:32
3. True Dub° - 10:41

- ^Remixato da Shep Pettibone e conosciuto negli Stati Uniti come: True Faith (The Morning Sun Extended Remix)
- °Remixato da Shep Pettibone e conosciuto negli Stati Uniti come: True Faith (Alternate Faith Dub)

#### Video CD (PAL): FACDV 183 (UK)
1. True Faith (12-inch remix)^ - 8:59
2. Evil Dust - 3:43 (Gilbert, Hook, Morris, Sumner)
3. True Faith (7-inch)° - 4:06
4. True Faith (Video) - 4:20

- ^Remixato da Shep Pettibone
- ° Attualmente non la versione su sette pollici ma il remix di Shep Bettibone intitolato The Morning Sun Remix/Edit
- Pubblicato il 28 agosto 1988.

### True Faith '94

#### 7": NUO5 / Cassette: NUOMC 5 (UK & Europe)
1. True Faith-94 (Radio Edit) - 4:28
2. True Faith-94 (Perfecto Radio Edit)° - 4:05

- °Remixato da Paul Oakenfold e Steve Osborne

#### 12": NUOX 5 (UK & Europe)
1. True Faith-94 (Perfecto Mix)° - 6:23
2. True Faith-94 (Sexy Disco Dub)° - 5:49
3. True Faith-94 (TWA Grim Up North Mix)^ - 6:11
4. True Faith-94 (The 94 Remix) - 5:34

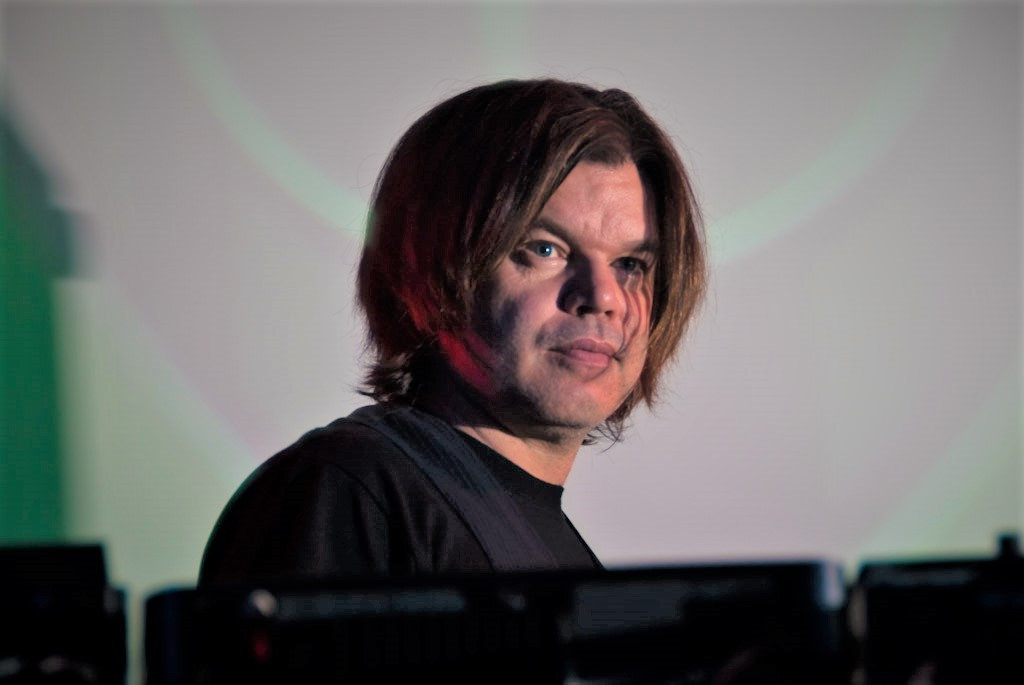
Paul Oakenfold, uno dei remixer di True Faith

- °Remixato da Paul Oakenfold e Steve Osborne
- ^Remixato da TWA - P. Fryer, P. Dillon e N. Raphael

#### CD: NUOCD 5 (UK & Europa)
1. True Faith-94 (Radio Edit) - 4:28
2. True Faith-94 (Perfecto Radio Edit)° - 4:05
3. True Faith-94 (Perfecto Mix)° - 6:23
4. True Faith-94 - 5:34
5. True Faith-94 (TWA Grim Up North Mix)^ - 6:11

- °Remixato da Paul Oakenfold e Steve Osborne
- ^Remixato da TWA - P. Fryer, P. Dillon e N. Raphael

## Classifiche

### Versione originale
| Classifica (1987)                                    | Posizione massima |
| ---------------------------------------------------- | ----------------- |
| Australia (Kent Music Report)                        | 8                 |
| Belgium (Ultratop 50 Singles (Fiandre) Flanders)     | 33                |
| Belgio (VRT Top 30 Flanders)                         | 23                |
| Canada Top Singles (RPM)                             | 53                |
| Germany (Offizielle Deutsche Charts)                 | 8                 |
| Irlanda (IRMA)                                       | 5                 |
| Italia (FIMI)                                        | 18                |
| Netherlands (Mega Single Top 100)                    | 59                |
| New Zealand (The Official NZ Music Charts)           | 4                 |
| Polonia (LP3)                                        | 8                 |
| Switzerland (Schweizer Hitparade)                    | 13                |
| Official Independent Chart (Official Charts Company) | 1                 |
| UK Singles (Official Charts Company)                 | 4                 |
| Stati Uniti                                          | 32                |
| Stati Uniti (dance club)1                            | 3                 |
| Stati Uniti (dance singles sales)1                   | 10                |

1Remix

### Classifiche di fine anno
| Classifica (1987)             | Posizione |
| ----------------------------- | --------- |
| Australia (Kent Music Report) | 51        |
| Italia (FIMI)                 | 92        |

### True Faith '94
| Classifica (1994/95) | Posizione massima |
| -------------------- | ----------------- |
| Irlanda              | 11                |
| Polonia              | 33                |
| Regno Unito          | 9                 |